# Mã Hiểu Vĩ
Mã Hiểu Vĩ (tiếng Trung giản thể: 马晓伟, bính âm Hán ngữ: Mǎ Xiǎowěi, sinh tháng 12 năm 1959, người Hán) là nhà y học, chính trị gia nước Cộng hòa Nhân dân Trung Hoa. Ông là Ủy viên Ủy ban Trung ương Đảng Cộng sản Trung Quốc khóa XX, hiện là Bí thư Đảng tổ, Chủ nhiệm Ủy ban Y tế Quốc gia Trung Quốc. Ông từng là Thành viên Đảng tổ, Phó Chủ nhiệm Ủy ban Sức khỏe và Kế hoạch hóa gia đình Quốc gia; Phó Bộ trưởng Bộ Y tế. Ngoài ra, ông còn giữ các chức vụ ở tổ chức xã hội như Hội trưởng Hội Y học Trung Quốc, Phó Hội trưởng Hội Chữ thập đỏ Trung Quốc.
Mã Hiểu Vĩ là đảng viên Đảng Cộng sản Trung Quốc, chức danh Nghiên cứu sinh Y học. Ông dành toàn bộ sự nghiệp trong ngành y, từ công tác ở cơ quan hành chính, nghiên cứu khoa học cho đến khi trở thành lãnh đạo của ngành y Trung Quốc.

## Xuất thân và giáo dục
Mã Hiểu Vĩ sinh tháng 12 năm 1959 tại huyện Ngũ Đài, nay thuộc địa cấp thị Hãn Châu, tỉnh Sơn Tây, Cộng hòa Nhân dân Trung Hoa. Ông lớn lên và tốt nghiệp phổ thông ở Ngũ Đài, tới năm 1978, khi kết thúc phong trào Vận động tiến về nông thôn thì thi cao khảo và đỗi Đại học Y khoa Trung Quốc, tới thủ phủ Thẩm Dương của Liêu Ninh để nhập học từ tháng 4 năm này ở Khoa Y liệu của trường, tốt nghiệp vào tháng 12 năm 1982. Ông cũng được kết nạp Đảng Cộng sản Trung Quốc vào tháng 10 năm 1982 trước khi tốt nghiệp đại học tại trường Y khoa.

## Sự nghiệp
Tháng 12 năm 1982, sau khi tốt nghiệp trường Y khoa, Mã Hiểu Vĩ được tuyển vào Bộ Y tế, làm việc với vị trí cán bộ của Ty Giáo dục và Khoa học của Bộ, rồi Thư ký của Sảnh Văn phòng Bộ. Sau đó, ông được điều trở lại Đại học Y khoa Trung Quốc để tham gia nghiên cứu ở Y viện thứ nhất của trường, lần lượt là Phó Nghiên cứu viên, Nghiên cứu viên, rồi Phó Viện trưởng, Viện trưởng, Bí thư Đảng ủy của bệnh viện này. Ông được bổ nhiệm làm Phó Hiệu trưởng Đại học Y khoa Trung Quốc, sau đó điều tới tỉnh Liêu Ninh làm Bí thư Đảng tổ, Sảnh trưởng Sảnh Y tế của Chính phủ Nhân dân tỉnh Liêu Ninh những năm 2000.
Tháng 10 năm 2001, Mã Hiểu Vĩ được điều lên trung ương, bổ nhiệm làm Phó Bộ trưởng Bộ Y tế, Thành viên Đảng tổ khi 41 tuổi và giữ chức vụ này suốt giai đoạn 2001–13. Tháng 4 năm 2013, Bộ Y tế được giải thể để thành lập Ủy ban Sức khỏe và Kế hoạch hóa gia đình Quốc gia, ông nhậm chức Phó Chủ nhiệm Ủy ban, rồi được bầu làm Phó Hội trưởng Hội Chữ thập đỏ Trung Quốc từ tháng 5 năm 2015, Hội trưởng Hội Y học Trung Quốc từ tháng 12 năm 2015. Năm 2018, Ủy ban Sức khỏe và Kế hoạch hóa gia đình Quốc gia được giải thể để thành lập Ủy ban Y tế Quốc gia, và Mã Hiểu Vĩ được phê chuẩn bổ nhiệm làm Chủ nhiệm Ủy ban Y tế Quốc gia, cấp bộ trưởng từ ngày 19 tháng 3 năm 2018. Cuối năm 2022, ông tham gia Đại hội Đảng Cộng sản Trung Quốc lần thứ XX từ đoàn đại biểu khối cơ quan trung ương Đảng và Nhà nước. Trong quá trình bầu cử tại đại hội, ông được bầu là Ủy viên Ủy ban Trung ương Đảng Cộng sản Trung Quốc khóa XX.

## Sự kiện xã hội

### SARS
Dịch SARS 2002–2004 từ Phật Sơn ảnh hưởng tới Trung Quố vào những năm này, khi Mã Hiểu Vĩ giữ cương vị Phó Bộ trưởng Bộ Y tế. Vào ngày 10 tháng 4 năm 2003, Văn phòng Thông tin Quốc vụ viện đã tổ chức một cuộc họp báo để giới thiệu về tiến độ phòng chống và điều trị SARS. Ông thông báo trong cuộc họp rằng "tính đến ngày 9 tháng 4, tổng số 1.290 trường hợp viêm phổi không điển hình đã được báo cáo ở Trung Quốc đại lục, trong đó 22 trường hợp ở Bắc Kinh, 1 trường hợp đã khỏi bệnh và xuất viện, 4 trường hợp tử vong". Ông thông báo rằng các số liệu này là số bệnh nhân có thể chẩn đoán được hiện nay [đến ngày 9 tháng 4], bao gồm cả số liệu của các tỉnh Quảng Đông, Bắc Kinh, Sơn Tây và một số thành phố khác, và khẳng định số liệu chính xác, gồm tất cả các trường hợp được xác nhận tại các bệnh viện địa phương và bệnh viện quân đội. Tuy nhiên, vào ngày 20 tháng 4, chỉ 10 ngày sau, Bộ trưởng Bộ Y tế Trương Văn Khang bị miễn chức, Phó Bộ trưởng Cao Cường xác nhận trong cuộc họp báo do Văn phòng Thông tin Quốc vụ viện tổ chức thời điểm đó ở Bắc Kinh, có tổng cộng 339 trường hợp SARS và 402 trường hợp nghi ngờ, 33 người đã được chữa khỏi và xuất viện, và 18 người đã chết. Một số bác sĩ như Thiếu tướng, Bác sĩ Tương Ngạn Vĩnh từ Bệnh viện Đa khoa Quân Giải phóng Nhân dân Trung Quốc đã gửi thư đến cho Bộ và Mã Hiểu Vĩ nhưng không được hồi đáp.

### COVID-19
Theo tờ báo Tài Tân, vào ngày 3 tháng 1 năm 2020, Sảnh Văn phòng Ủy ban Y tế Quốc gia đã ban hành một thông báo có tựa đề "Thông báo về việc tăng cường quản lý nguồn mu sinh học và các hoạt động nghiên cứu khoa học lên quan trong phòng chống và kiểm soát các bệnh truyền nhiễm chính". Văn bản Hàm Khoa học và Giáo dục (2020) số 3 của Ủy ban Y tế quy định rằng đối với các mẫu của các trường hợp nghi ngờ virus [thời điểm đó], tất cả các cơ sở liên quan phải cung cấp mẫu sinh phẩm cho các cơ sở xét nghiệm mầm bệnh được chỉ định để thực hiện xét nghiệm mầm bệnh theo yêu cầu của cơ quan quản lý y tế. Các cơ quan cấp sảnh trở lên hoàn thành các thủ tục bàn giao, khi chưa được chấp thuận thì không được cung cấp mẫu sinh phẩm và các thông tin liên quan cho các cơ sở, cá nhân khác. Còn những cơ sở nào là "cơ sở xét nghiệm mầm bệnh được chỉ định" thì tài liệu không đề cập đến. Một số nhà virus học tiết lộ rằng ngay cả Viện Virus học Vũ Hán của Viện Khoa học Trung Quốc cũng từng được yêu cầu ngừng việc kiểm tra mầm bệnh và tiêu hủy các mẫu hiện có.
Theo hãng tin AP, vào giai đoạn này, Mã Hiểu Vĩ đã chủ trì cuộc họp qua điện tín với hệ thống y tế các cấp trên toàn quốc vào ngày 14 tháng 1 năm 2020, nhằm khẩn trương triển khai công tác phòng chống COVID-19, nói rằng đại dịch mới "là tồi tệ nhất kể từ SARS năm 2003, có thể phát triển thành một sự cố sức khỏe cộng đồng lớn", chỉ ra rằng "các trường hợp nhiễm trùng cụm cho thấy khả năng lây truyền từ người sang người", đòi hỏi sở y tế các cấp phải nắm rõ tình hình diễn biến gay gắt và phức tạp lúc đó. Tuy nhiên, trong thời gian 13 ngày từ ngày 3 đến ngày 15 tháng 1, Ủy ban Y tế thành phố Vũ Hán báo cáo không có trường hợp nào được xác nhận. Vào ngày 15 tháng 1, một nhóm nghiên cứu do Giáo sư Viên Quốc Dũng về vi sinh vật học tại Đại học Hồng Kông dẫn đầu đã tìm thấy một gia đình 6 người bị nhiễm bệnh tại Bệnh viện Thâm Quyến, 5 người trong số họ trước đó đã đến Vũ Hán và truyền virus cho người khác. Giáo sư Viên Quốc Dũng ngay lập tức thông báo bằng văn bản cho Giám đốc Trung tâm Kiểm soát và Phòng ngừa Dịch bệnh Trung Quốc Cao Phú để cảnh báo nguy cơ lây truyền từ người sang người và nhiễm trùng không triệu chứng. Vào cuối ngày 18 tháng 1, Viện sĩ Viện Kỹ thuật Trung Quốc Chung Nam Sơn đã đến thăm Vũ Hán và người dân đã đưa ra cảnh báo về "sự lây truyền từ người sang người" sau khi ông kiểm tra ở Vũ Hán vào ngày hôm sau.